# Apa ca un bivol negru
Apa ca un bivol negru, subintitulat „Despre oameni și ape – mai 1970”, este un film documentar românesc din 1971 regizat de Andrei Cătălin Băleanu, Petre Bokor, Dan Pița, Mircea Veroiu și Youssouff Aidaby. Filmul este dedicat profesorului Victor Iliu. 

## Prezentare
Filmul prezintă inundațiile catastrofale din România din 1970.

## Primire
Filmul a fost vizionat de 140.406 de spectatori în cinematografele din România, după cum atestă o situație a numărului de spectatori înregistrat de filmele românești de la data premierei și până la data de 31 decembrie 2014 alcătuită de Centrul Național al Cinematografiei.
Titus Vîjeu scrie despre acest film: „Se poate spune că, aidoma lui Gente del Po al lui Michelangelo Antonioni și Ossessione al lui Luchino Visconti, Apa ca un bivol negru denotă aceeași capacitate a imaginii de a retrasa drumul spre adevăr al cinematografului.”.

## Premii
- 1971 - ACIN - Premiul „Opera Prima” (Dan Pița, Mircea Veroiu, Petre Bokor și Andrei Cătălin Băleanu)[3]
- 1973 - Cannes - Rencontres internationales Film et Jeunesse - Diplomă de onoare